# シェブロン (紋章学)

シェブロン
Argent a chevron gules

シェブロン（英: 仏: Chevron、古仏: Cheveron）は、紋章学において、紋章のシールドの中程を左右にわたる山形、または逆V字形の帯状のチャージである。シェブロンは、ペイル、ベンド、チーフ、フェス、クロスおよびサルタイアーに加えて、紋章学の基本的なオーディナリーのうちの1つである。

## 解説
紋章学におけるシェブロンは、「保護」と「信頼できる働きを成した建築家その他の者」を意味する。シェブロンの起源は、建物の屋根の梁の形と考えられている。シェブロンは、紋章の歴史の初期に特にノルマンディーで使われ、スカンジナビアでは「スパー (spar) 」と呼ばれており、十字軍の時代から紋章で使われていた（例：アービッド・グスタフソン・シュパラー）。

### ディミニュティブ

シェブロネル
Argent three chevronels gules

通常のシェブロンの半分かそれよりも細いシェブロンのディミニュティブは、シェブロネル (chevronel) と呼ばれる。

### シェブロンに関する用語
イン・シェブロン (in chevron)主に稲妻、鍵、剣のような細長いチャージを2つ交差させずに逆V字形に並べる様子を表す。
パーティ・パー・シェブロン (party per chevron)シェブロンの形にフィールドを2つに分割することを表す。パーティ・パー・ペイルと組み合わせて逆Y字形に3分割するのにも用いられる。
ティアスト・パー・シェブロン (tierced per chevron)パーティ・パー・シェブロンと同様に、フィールドを3分割することを表す。
シェブロニー (chevronny, chevronée)シェブロンの形に4つ以上の偶数の部分に分割したフィールドを意味する。シェブロンを複数配置した場合と似たような図柄になるが、シェブロニーの場合は紋章記述に示された数の領域に等間隔で色分けされてさえいればよく、一番端の領域がシェブロンの形になっていなくてもよい。シェブロンの場合は、指定された数の同じ幅の山形紋が揃っていなければならないという点が異なる。

パーティ・パー・シェブロン Party per chevron, argent and gules
ティアスト・パー・シェブロン Tierced per chevron, gules, argent and sable
シェブロニー Chevronny of eight, argent and gules

## その他
- シェブロンマーキング - 逆V字型の帯状の模様。視認性を高める効果があり緊急車両の後部に使われている。